# Martha De Laurentiis
Martha De Laurentiis (nacida Martha Schumacher, Lancaster, Pensilvania, 10 de julio de 1954-4 de diciembre de 2021) fue una productora de cine estadounidense.

## Carrera
Fue reconocida por haber producido películas como Breakdown, Hannibal y Red Dragon con su esposo Dino De Laurentiis. También produjo la serie de televisión Hannibal. En 1980 fundó junto a su esposo la productora Dino De Laurentiis Company, trabajando como una ejecutiva en dicha compañía.

### Vida privada
En 1990 se casó con el productor de cine italiano Dino De Laurentiis, con quien tuvo dos hijas, Carolyna y Dina. Dino falleció el 10 de noviembre de 2010.
El sábado 4 de diciembre de 2021 a los 67 años, Martha De Laurentiis falleció tras una larga batalla contra el cáncer.